# Anomaloglossus baeobatrachus
Anomaloglossus baeobatrachus är en groddjursart som först beskrevs av Boistel och Massary 1999.  Anomaloglossus baeobatrachus ingår i släktet Anomaloglossus och familjen Aromobatidae. IUCN kategoriserar arten globalt som otillräckligt studerad. Inga underarter finns listade i Catalogue of Life.